# Hethagonahalli, Krishnarajpet
Hethagonahalli là một làng thuộc tehsil Krishnarajpet, huyện Mandya, bang Karnataka, Ấn Độ.